# Wackersleben
Wackersleben – dzielnica gminy Hötensleben w Niemczech, w kraju związkowym Saksonia-Anhalt, w powiecie Börde, w gminie związkowej Obere Aller.
Do 1 stycznia 2010 była to oddzielna gmina wchodząca w skład gminy związkowej Westliche Börde.